# Grotte Saint-Léon
Pour les articles homonymes, voir Saint-Léon.
La grotte Saint-Léon est située sur le territoire de la commune de Walscheid en Moselle et la plus grande cavité souterraine du massif des Vosges.